# Pani (Pompoï)
Pour les articles homonymes, voir Pani.
Ne doit pas être confondu avec Pany ou Pana (Pompoï).
Pani est une localité située dans le département de Pompoï de la province des Balé dans la région de la Boucle du Mouhoun au Burkina Faso.

## Santé et éducation
Le village ne possède pas d'école primaire.